# Dohrniphora caverna
Dohrniphora caverna är en tvåvingeart som beskrevs av Ronald Henry Lambert Disney 1995. Dohrniphora caverna ingår i släktet Dohrniphora och familjen puckelflugor. Inga underarter finns listade i Catalogue of Life.